# Rete tranviaria di Verona
La rete tranviaria di Verona costituì, fra il 1884 e il 1951, l'elemento centrale del sistema di trasporti scaligero. Costituita da due linee con alcune tratte in comune, tale rete consentiva di connettere, oltre a Borgo Trento, tutte le stazioni cittadine: quelle di Porta Nuova e Porta Vescovo sulla Ferrovia Milano-Venezia, il capolinea dell'estesa rete di tranvie extraurbane che si trovava nelle adiacenze della seconda, e la stazione di Porta San Giorgio, capolinea della ferrovia Verona-Caprino/Garda.

## Storia

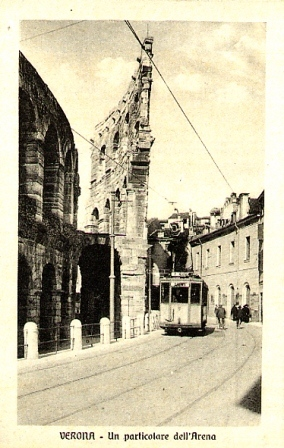
Un tram in circolazione presso l'arena

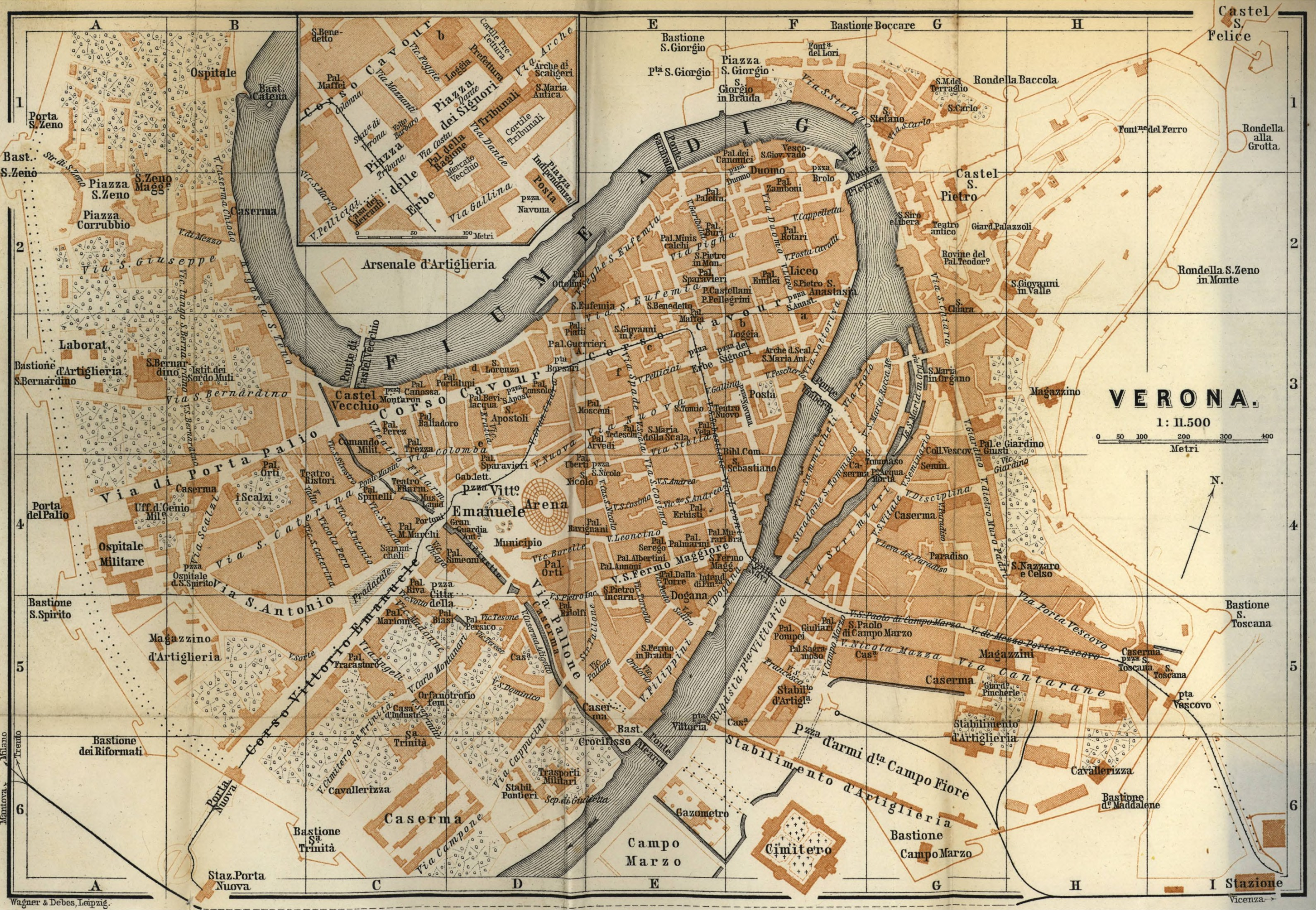
Il percorso del tram a cavalli è visibile in questa mappa del 1883

Nel 1884 la Società dei Tramways di Verona inaugurò una linea a cavalli fra le stazioni di Porta Nuova e Porta Vescovo.
La maggioranza del pacchetto azionario della Società Anonima del Tram di Verona era detenuta, come altre aziende consimili, da una società di diritto belga, la Compagnie Italo-Bélge des Tramways électriques de Vérona (Ville)-Société anonime, che aveva sede a Bruxelles ed era rappresentata dall'amministratore delegato Giovanni Franchini-Stappo e dai signori Saint Gilles e David Pels.
Quest'ultima, l'11 luglio 1906 stipulò con il Comune di Verona un contratto per la realizzazione e l'esercizio di una rete tranviaria a trazione elettrica, esercita con vetture di produzione Siemens.
La prima linea venne inaugurata il 22 febbraio 1908, ricalcando in parte il percorso della precedente tranvia ippotrainata. Lo scartamento adottato era quello ordinario, con tensione di alimentazione 550 V c.c. Una seconda linea, anch'essa a binario unico e con un tratto comune alla prima fra Castelvecchio e Piazza delle Erbe, venne inaugurata da San Zeno a Santo Stefano il 30 marzo dello stesso anno.
Il 22 novembre 1914 la rete tranviaria fu estesa fuori porta, raggiungendo a nord il capolinea di Avesa, che fino al 1927 risultava comune autonomo.
La gestione del complesso di linee ferrotranviarie in gestione alla Provincia risultava alquanto eterogenea, sia per il materiale impiegato sia per la situazione delle singole concessioni. La gestione pubblica fu contrassegnata da un crescente passivo. Nel 1935 l'esercizio della rete tranviaria urbana, che ammontava allora a 13,407 km a doppio binario e 9,963 a binario semplice, venne dunque affidato alla Società Anonima Esercizi Riuniti (SAER) assieme a quello delle tranvie provinciali e della ferrovia Verona-Caprino-Garda. Il nuovo esercente, considerato che l'esercizio della rete urbana risultava deficitario da ormai cinque anni, decise per una sua riconversione in un sistema di filovie, le cui prime linee furono attivate nel 1937.
Nel 1951 vennero soppresse le linee tranviarie urbane superstiti, mentre nel 1957 fu la volta delle ultime linee extraurbane.

## Percorsi

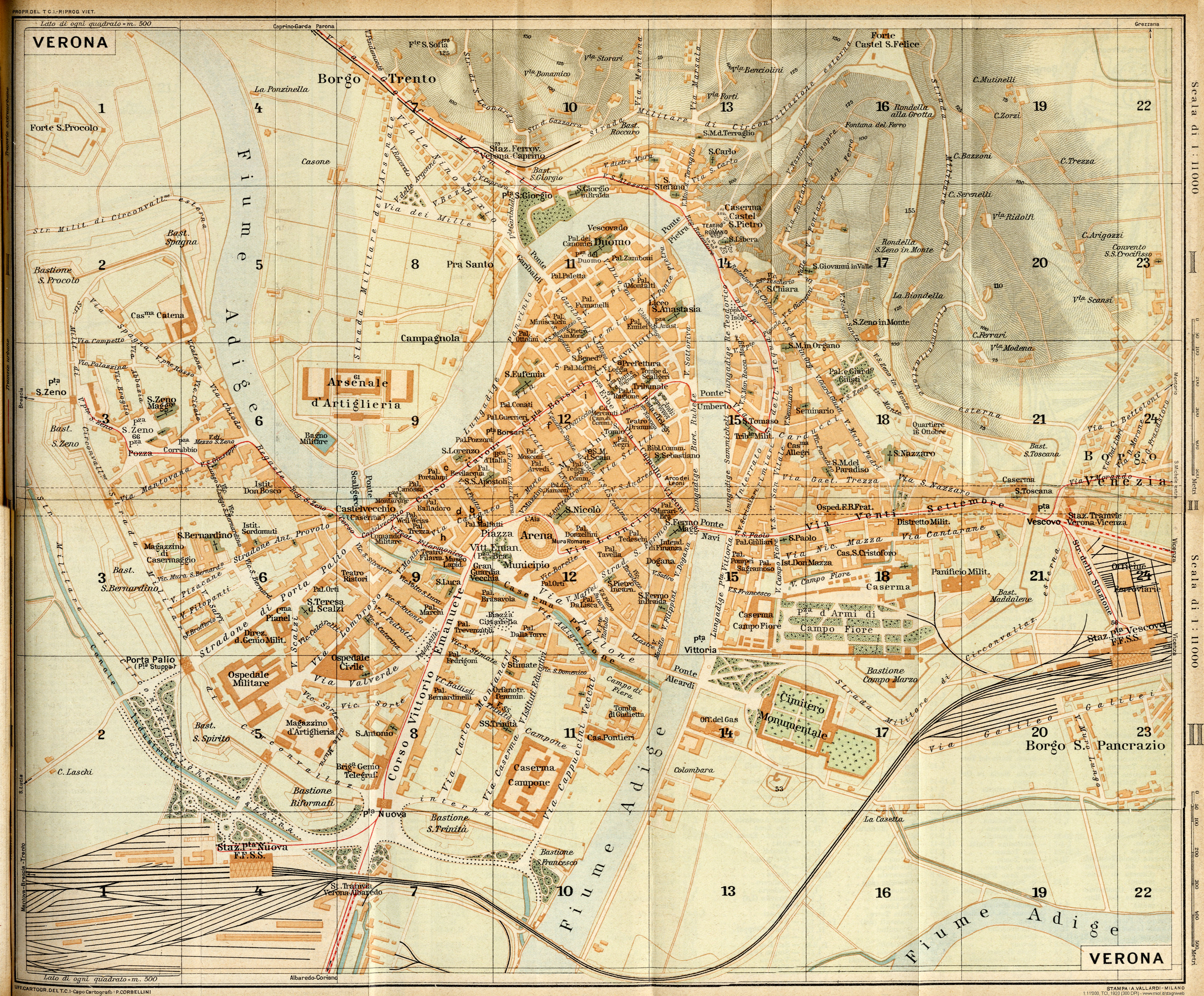
Il percorso della tranvia in una mappa del Touring Club Italiano del 1920

La prima linea, da Porta Nuova alla stazione di Porta Vescovo toccando Piazza Bra e Piazza Erbe, contava in tutto 24 fermate, con capolinea orientale nei pressi di quello della tranvia Verona-San Bonifacio. Ricalcava in gran parte il percorso del precedente tram a cavalli, con una importante differenza: dopo Corso di Porta Nuova, anziché costeggiare il liston di Piazza Bra e imboccare via Gran Czara (attuale via Oberdan) fino a Porta Borsari, svoltava a sinistra in via Teatro Filarmonico (attuale via Roma) fino a Castelvecchio, per poi percorrere tutto corso Cavour.
Fra le località servite figuravano il distretto militare (fermata di via XX Settembre allo sbocco di via S.Nazaro), l'Ospedale Fatebenefratelli (in seguito demolito), l'allora Biblioteca del Popolo (nelle adiacenze del ponte Navi) e la scomparsa chiesa di S. Sebastiano.

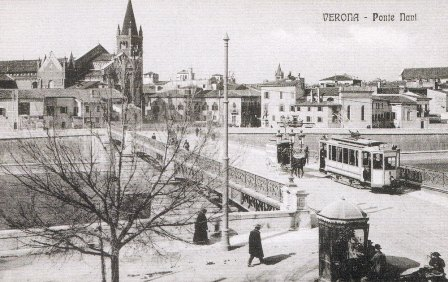
Verona - Ponte Navi

Il punto critico della linea era considerato il ponte Navi, a causa della rampa di accesso lato via Leoni: detriti nella gola delle rotaie causarono diversi svii, soprattutto in caso di traino di rimorchi. Un altro problema che caratterizzava la tranvia veronese era rappresentato dal ghiaccio, che poteva bloccare gli scambi; per contrastarne la formazione erano previste specifiche circolazioni notturne di servizio.
La seconda linea collegava San Zeno con la stazione di Porta San Giorgio, capolinea della ferrovia per Caprino e Garda, e si svolgeva grazie a due rami che si distaccavano dalla precedente: sul lato occidentale, aggirato Castelvecchio, la biforcazione imboccava le regaste S. Zeno per raggiungere il capolinea di Piazza S. Zeno. Dal lato opposto, partendo da Piazza delle Erbe veniva raggiunto il Ponte Umberto (poi ribattezzato Ponte Nuovo), l'Interrato dell'Acqua Morta, porta S. Giorgio e via Mameli.
Il 1º marzo 1909 fu attivata una variante che consentiva il collegamento diretto di piazza Bra con la salita del ponte Navi, passando dalle vie Dietro Anfiteatro e Leoncino, evitando il giro di corso Cavour e piazza delle Erbe.
Il servizio tranviario era attivo per 16 ore al giorno, dalle 6,30 alle 20,30, nel periodo invernale e di 18 ore, dalle 5,30 alle 22. in quello estivo.

## Materiale rotabile

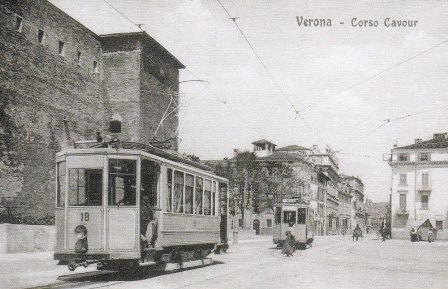
Verona - Corso Cavour (bivio)

Secondo l'atto di convenzione, alla concessionaria era fatto obbligo di dotarsi di almeno 24 elettromotrici e 11 rimorchiate.
Per l'esercizio fu dunque fornita una serie di elettromotrici di costruzione Siemens che giunsero a Verona a metà del gennaio 1908. Secondo quanto riportava un quotidiano dell'epoca: "Lo scompartimento interno ha sedici posti disposti trasversalmente, con un corridoio che li divide a due terzi formando due file di sedili, una ad un posto e una a due. Le spalliere dei sedili, come i sedili stessi, sono foderate di velluto cremisi, sono mobili per potersi voltare secondo la direzione della corsa. Le porte delle carrozze sono automatiche, divise a due imposte così che chiudendone una, anche l'altra fa lo stesso movimento".
All'epoca le stesse, dotate di presa di corrente ad archetto, rivestivano una sgargiante livrea colore giallo canarino con filetti rossi.

## Galleria d'immagini

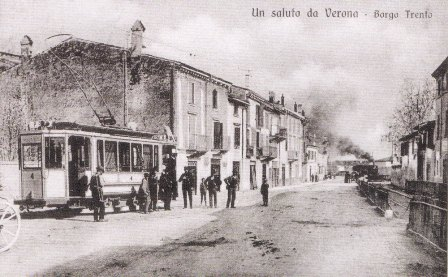
Borgo Trento (cartolina d'epoca)
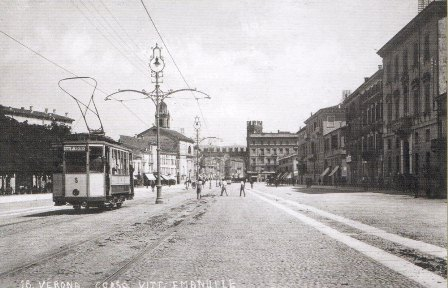
Corso Vittorio Emanuele (cartolina d'epoca)
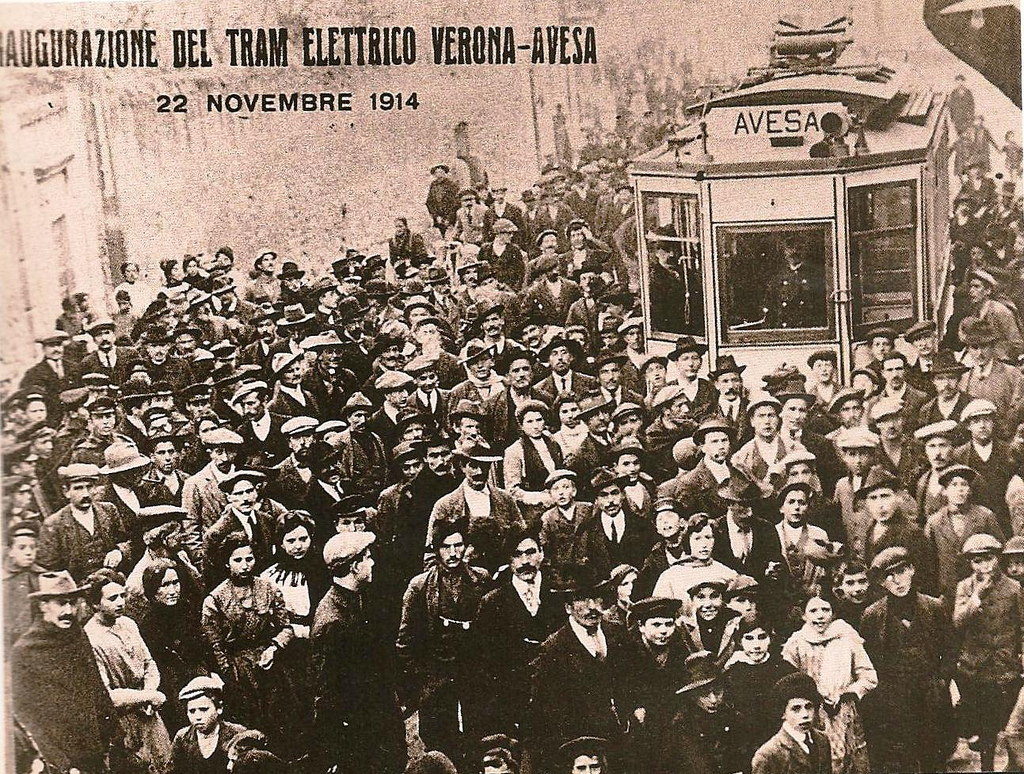
Inaugurazione del tram per Avesa
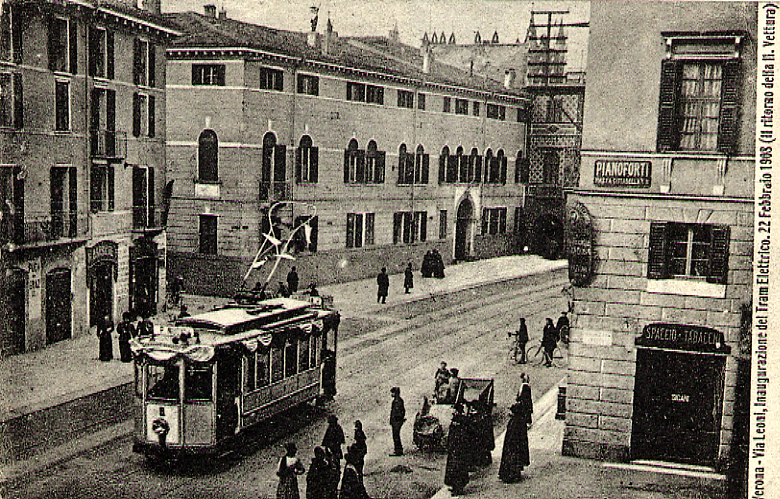
Inaugurazione del tram nel 1908 (cartolina d'epoca)
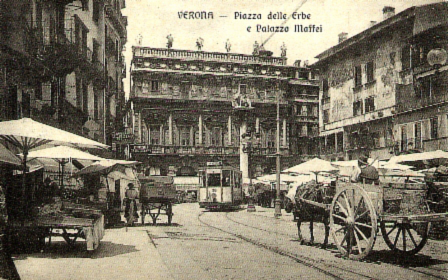
Piazza delle Erbe (cartolina d'epoca)
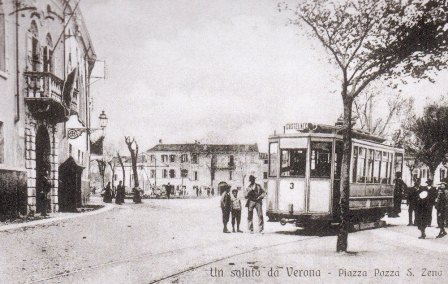
Piazza San Zeno (cartolina d'epoca)
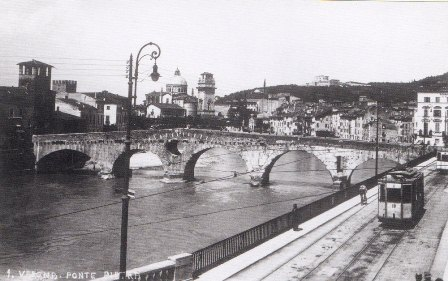
Ponte Pietra (cartolina d'epoca)
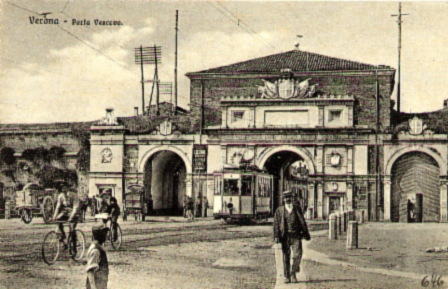
Porta Vescovo (cartolina d'epoca)
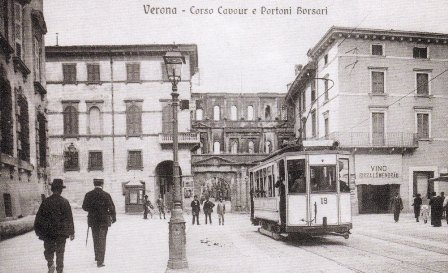
Portone Borsari (cartolina d'epoca)
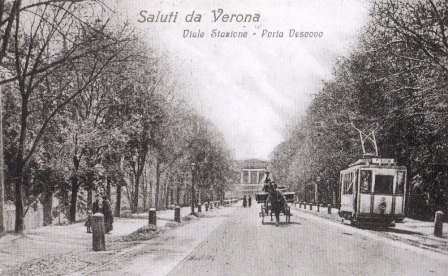
Viale Porta Vescovo (cartolina d'epoca)